# Patrick Dorgu
Patrick Chinazaekpere Dorgu, född den 26 oktober 2004 i Köpenhamn, är en dansk fotbollsspelare som spelar för Manchester United.
Dorgu inledde sin seniorkarriär i italienska Lecce år 2023. 2025 värvades han av Manchester United. Han har även representerat det danska landslaget där han debuterade 2024.